# Messik János
Messik János (Budapest, 1915 – Budapest, 1944. november 22.) katonatiszt, magyar ellenálló volt a második világháborúban.

## Élete
Gépészmérnökként dolgozott a budapesti Ford-műveknél, majd a második világháborúban besorozták, tartalékos hadnagyként a nagyrákosi lovassági gyakorlótéren teljesített szolgálatot. Kapcsolatba került a Kiss János altábornagy vezette ellenállási mozgalommal, és amikor Kiss Jánost és társait letartóztatták, a foglyok kiszabadítása érdekében szembeszállt a csendőrökkel, és a velük vívott tűzharcban életét vesztette. A háború után posztumusz tartalékos századossá léptették elő.